# Abudushalamu Abudurexiti
Abudushalamu Abudurexiti, né le 20 mai 1996, au Xinjiang, en Chine, est un joueur chinois de basket-ball. Il évolue au poste d'ailier. 

## Biographie
Avec les Warriors de Golden State, il dispute la NBA Summer League 2018.

## Palmarès
- Champion de Chine 2017
- Coupe d'Asie des clubs champions 2016